# أورو فامتاك
أورو فامتاك (بالإسبانية: URO VAMTAC) هي مركبة عسكرية رباعية الدفع، تصنيع إسبانيا، حيث تصنّعها شركة UROVESA. تشبه هذه المركبة في المظهر والتصميم مركبات همفي التي تصنع في الولايات المتحدة. تم تسليم أكثر من 2000 مركبة منها إلى القوات المسلحة الإسبانية. كما تشغّلها العديد من جيوش الدول الأخرى حول العالم.

## تطوير
تم تطوير مركبة أورو فامتاك من قبل شركة URO، Vehiculos Especiales S.A الإسبانية، لتلبي متطلبات الجيش الإسباني من السيارات متعددة الأغراض، والمحمولة في الجو، وذات الحركة العالية على الطرق الوعرة مع قدرة حمولة جيدة.
عندما دخلت HMMWV الخدمة في عام 1984، بدأ الجيش الإسباني بالتفكير في شراء مركباته الخاصة المتعددة التي ستحل محل لاند روفرز.
لم تحقق فامتاك الهدف المرجو منها حتى عام 1995، عندما تم عقد مناقصة لشراء مركبات تكتيكية من الجيل الثاني. كانت مركبة HMMWV الأمريكية مرشحة للفوز لعدة أسباب، فقررت UROVESA تصميم مركبة يمكن أن تتجاوز تصميم الولايات المتحدة.

## التاريخ التشغيلي
تم تسليم ما يقرب من 1200 مركبة إلى الجيش الإسباني بموجب العقد الأولي من عام 1998. منها حوالي 60٪ من طراز T5 (فيما بعد S3)، والباقي من طراز T3 (في وقت لاحق I3). وبحلول أواخر عام 2009، تم تسليم حوالي 900 مركبة أخرى بموجب العقد الثاني، وبذلك يصل مجموع ما اشترته القوات الإسبانية إلى 2100 مركبة. جميع المركبات التي تم تسليمها بموجب العقد الثاني كانت من طراز S3. وقد جهز الجيش حوالي 25% من المركبات التي تم استلامها بموجب العقد الأولي مع مجموعات بالستية، وتم تدعيمها بالدروع. استخدمت مركبات أورو فامتاك من قبل الشرطة الوطنية الإسبانية كذلك. في أبريل 2013، اختيرت فامتاك لتكون السيارة المختارة لجميع فروع القوات المسلحة الإسبانية. وهذا يعني أنها ستحل محل التي تستخدمها قوات مشاة البحرية الإسبانية. كان من المقرر شراء ما مجموعه 772 مركبة على مدى 5 سنوات.

## المستخدمون

### حاليون
- جمهورية الدومينيكان: 60-80
- غانا
- ماليزيا: 109
- المغرب: 1200
- باكستان
- رومانيا: 60
- السعودية:30
- سنغافورة
- إسبانيا: القوات المسلحة الملكية الإسبانية، الشرطة الوطنية، الحرس المدني، وحدات الطوارئ : 2900 عربة
- إندونيسيا: مجهزة بصواريخ starstreak المثبتة من قبل شركة الدفاع المحلية المسماة PT.LEN.
- العراق: 255

### سابقون
- البرتغال